# Historia de Belgrado
La historia de la ciudad de Belgrado se puede rastrear hasta el V milenio a. C.. La cultura de Vinča existía en o cerca del territorio de Belgrado y dominaba en los Balcanes hace unos 7000 años. A partir del siglo III a. C., hubo un asentamiento celta y más tarde romano (Singidunum) en la región, que pasó a manos del Imperio bizantino.

## Edad Media

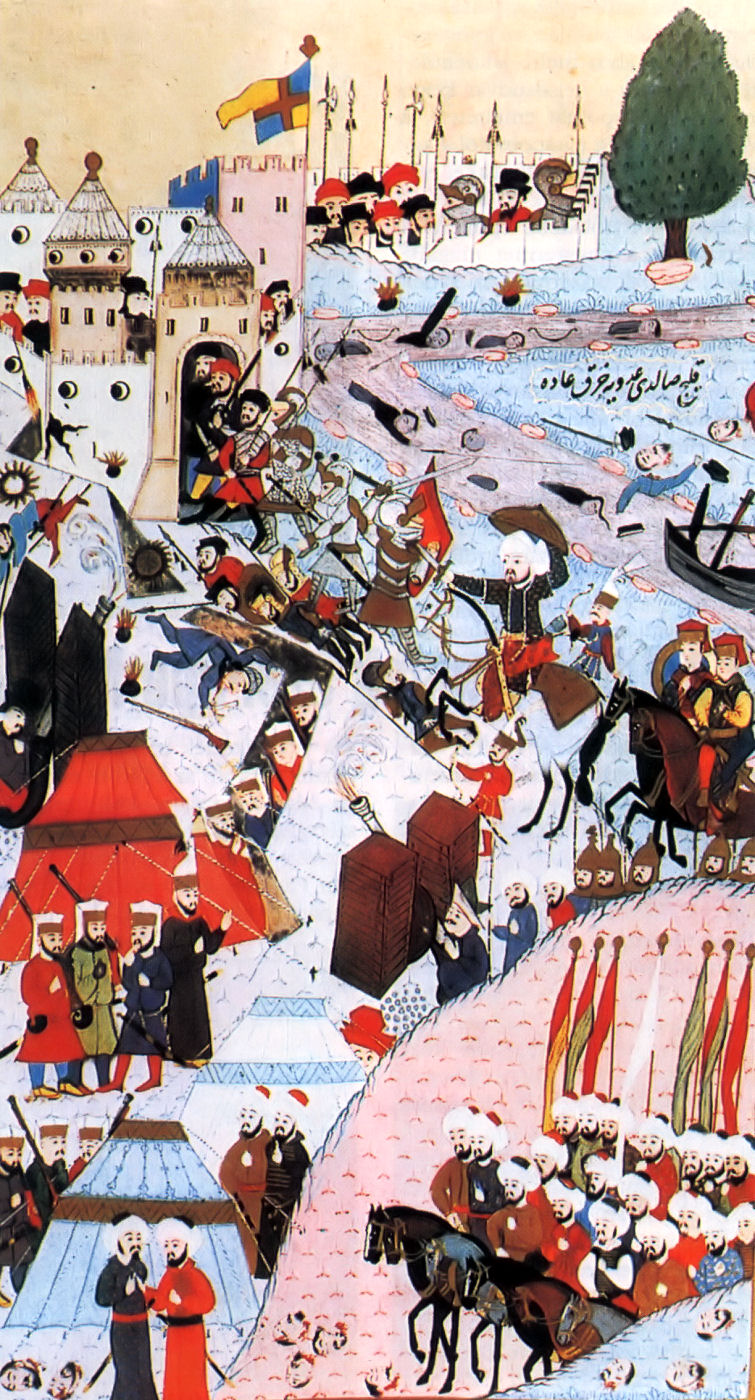
El Cerco de Belgrado en 1456.

Singidunum sufrió varias invasiones - hunos, sármatas, ostrogodos y ávaros - antes de la llegada de los eslavos alrededor del año 630 a.d.. El mismo nombre "Beograd" se menciona por primera vez en el año 878, durante el Primer Imperio Búlgaro. Durante unos cuatro siglos, la ciudad la disputaron Bizancio, el Reino de Hungría y el Primer Imperio Búlgaro. Finalmente, pasó a manos de los gobernadores serbios como la parte del Reino de Sirmia en 1284. El primer rey serbio que gobernó Belgrado fue Stefan Dragutin (1276-1282), el rey de Sirmia, que la recibió como regalo de su suegro, el rey húngaro Ladislao IV de Hungría
Después de grandes pérdidas en la batalla de Maritza en 1371, y luego en la Batalla de Kosovo en 1389, el Imperio Serbio comenzó a derrumbarse, siendo el sur de Imperio conquistado por los otomanos. Sin embargo, el norte resistió en la forma de Despotado de Serbia, con Belgrado como la capital. La ciudad floreció durante el gobierno de déspotas Esteban Lazarević, el hijo del famoso gobernador serbio que perdió la vida en la Batalla de Kosovo, el knez Lazar Hrebeljanović. Sus murallas antiguas, castillos, puertos e iglesias fueron refortificados, lo que ayudó a evitar rendición a los turcos durante casi 70 años más. Por aquel tiempo, Belgrado fue una especie de refugio para los pueblos balcánicos que huían del control otomano. Se cree que por aquel tiempo, en la ciudad vivían unas 40-50.000 personas. Durante el reino de Đurađ Branković la mayor parte de territorio del Despotado cayó en manos de los otomanos, pero Belgrado en sí pidió ayuda al Reino de Hungría. Los otomanos, sin embargo tenían que conquistar Belgrado porque representaba el obstáculo en su avance hacia Europa Central. Atacaron a Belgrado en 1456, lo que llevó al famoso cerco de Belgrado, donde el ejército cristiano bajo el comando de Juan Hunyadi defendió con éxito la ciudad del ataque otomano.

## La conquista otomana

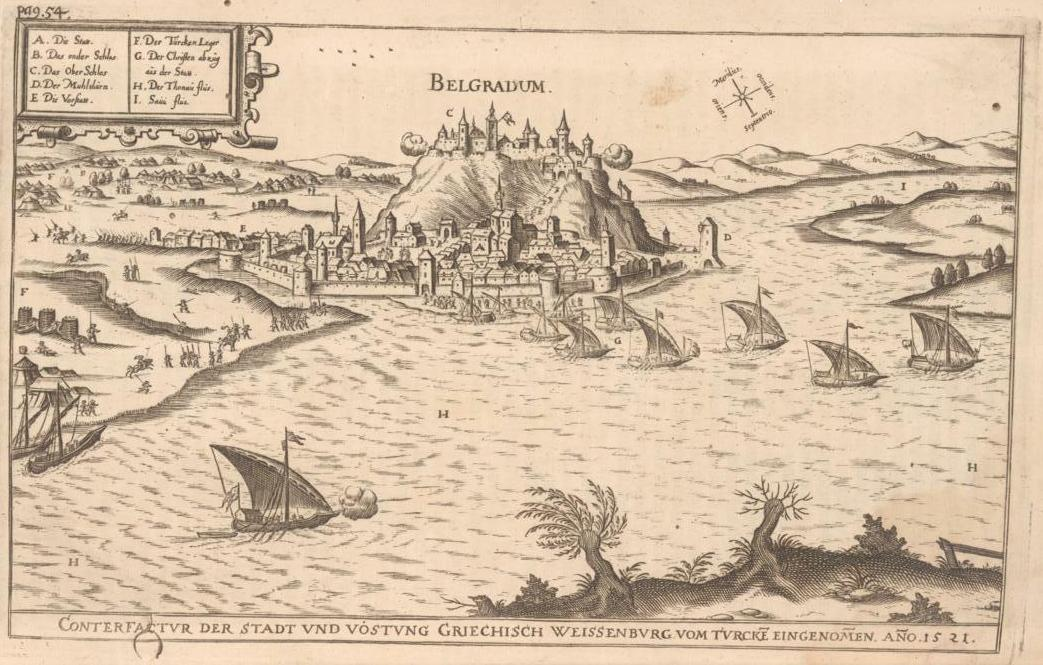
Belgrado en el.

Liderados por Solimán el Magnífico, los turcos otomanos conquistaron Belgrado el 28 de agosto de 1521. La ciudad fue quemada y saqueada, y los turcos libremente seguían avanzando hacia Europa Occidental, amenazando Sacro Imperio Romano, lo que resultó en el primer cerco de Viena en 1529. Belgrado se convirtió en la capital del sanjacado, y durante próximos 150 años, fue una ciudad tranquila y pacífica. Vinieron muchos comerciantes de Dubrovnik, Venecia, Grecia y Austria, así como artesanos: armenios, turcos, gitanos. Renovada y con un nuevo aspecto brindado por la arquitectura oriental, Belgrado se convierte en el punto de conexión de las rutas de comercio entre el Oriente y Occidente. El mayor apogeo debajo de los turcos, Belgrado alcanza en el siglo XVII. Se estima que por aquel entonces la habitaban unos 100.000 personas Durante todo ese tiempo, le afectaron en mayor o menor medida varios acontecimientos. Fue afectado por la resurrección mayor serbia contra la ocupación otomana en 1594 (insurrección del Banato). Los turcos, al sofocar la rebelión, castigaron la población cristiana quemando iglesias y reliquias de San Sava en el plato de Vračar , sitio donde ahora se encuentra el templo ortodoxo más grande en los Balcanes, el Templo de San Sava. Este sitio se eligió para la construcción del dicho templo para conmemorar este hecho en los tiempos modernos

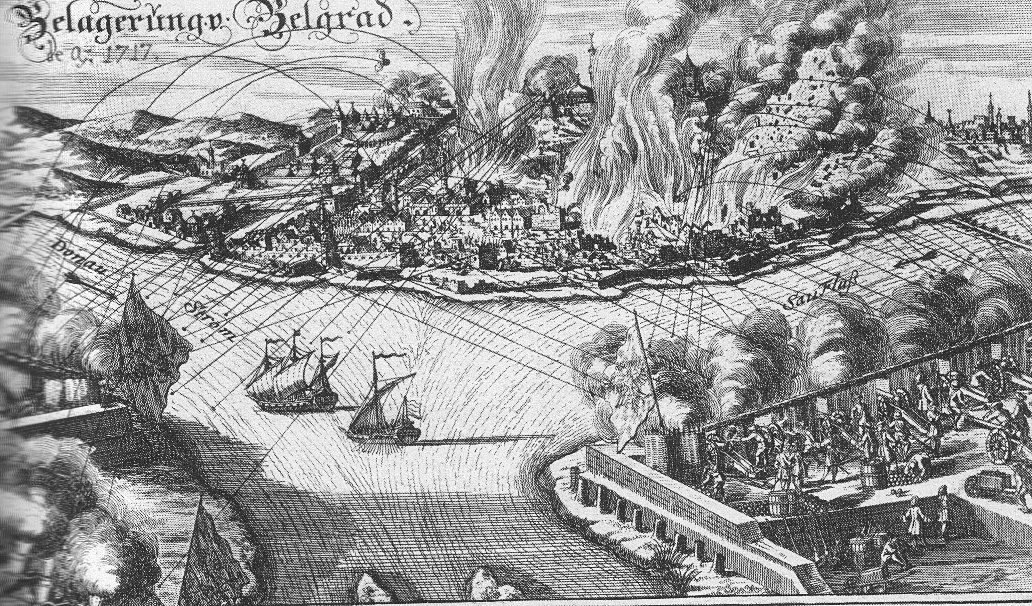
Cerco austriaco de Belgrado en 1717, durante la Guerra turco-austriaca (1716-1718).

A los finales del siglo XVII, Belgrado fue la víctima de una plaga, que junto con las rebeliones de jenízaros contribuyó bastante al estancamiento de la ciudad. Después de 167 años, Belgrado se convirtió una vez más en un campo de batalla en las guerras turco-austriacas. A lo largo de estas guerras, Belgrado fue ocupada por la Austria-Hungría tres veces (1688-1690, 1717-1739, 1789-1791), pero cada vez fue muy rápidamente retomada por los turcos. Durante este período, la ciudad fue afectada por dos grandes migraciones serbias en las que cientos de miles de serbios, liderados por sus patriarcas, se retiraron junto con los austriacos al Imperio de Habzburgo en 1690 y 1737-39, asentándose en el territorio de Vojvodina y Eslavonia modernas. Durante la Primera Insurrección Serbia, los serbios tomaron la ciudad en 1806, y la gobernaron hasta 1813, cuando fue retomada por los turcos. En 1817 Belgrado se convirtió en la capital de la entidad autónoma, el Principado de Serbia (excepto el período 1818-1841, cuando Kragujevac fue la capital del país).

## Después de la independencia

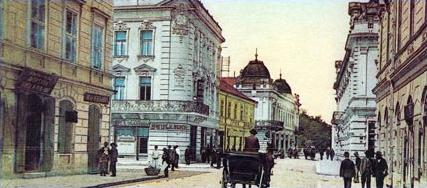
La calle principal de Belgrado, Knez Mihailova en el comienzo del.

Después de la retirada de las últimas guarniciones turcas en 1867, el príncipe Mihailo Obrenović trasladó la capital de Kragujevac a Belgrado. Cuando el año 1878 independizándose completamente de los turcos, Serbia se transforma en el Reino de Serbia y Belgrado experimenta un desarrollo vertiginoso, volviendo a convertirse en el punto cruce en los Balcanes. No obstante, a pesar de la inauguración de ferrocarril a Niš, la segunda ciudad importante del país, Serbia se quedó en un país principalmente agrario, y en el año 1900, Belgrado tenía sólo 69.100 habitantes. Por otro lado, hasta 1905, población se había aumentado a más de 80.000 y con el estallido de la Primera Guerra Mundial en 1914, el número de habitantes en Belgrado sobrepasaba la cifra de 100.000, sin Zemun, que por aquel entonces pertenecía al Imperio austrohúngaro
Auguste y Louis Lumière, los primeros directores de cine, celebraron la primera presentación de películas en los Balcanes y Europa Central en Belgrado, en junio de 1896. El mismo año, Johann Strauss II dio un concierto en la ciudad.

## Primera Guerra Mundial
En la Primera Guerra Mundial, los monitores de Imperio austrohúngaro bombardearon Belgrado el 29 de julio de 1914, y fue tomado el 30 de noviembre por el ejército austrohúngaro bajo el comando de Oskar Potiorek. Fue retomado el 15 de diciembre del mismo año por las tropas serbias bajo el comando del mariscal Radomir Putnik. El 9 de octubre de 1915, Belgrado cayó a manos de las tropas alemanas y austrohúngaras bajo el mando del mariscal de campo August von Mackensen, después de larga batalla entre el 6 y el 9 de octubre, cuando la gran parte de la ciudad sufrió grandes daños. La ciudad fue liberada por las tropas serbias y francesas el 5 de noviembre de 1918, bajo el mando del mariscal Louis Franchet d'Espérey y el príncipe Alejandro de Serbia.
Después de la guerra, Belgrado experimentó un desarrollo rápido y la modernización significativa como la capital del Reino de Yugoslavia, durante los '20 y los '30. El número de habitantes creció a 239,000 (en 1931, incluyendo Zemun, que antes formaba parte del territorio austrohúngaro), y 320,000 hasta 1940: el porcentaje de la media de crecimiento entre 1921 y 1948 fue 4,08% anual. En 1927, se inauguró el primer aeropuerto de Belgrado, y en 1929, la primera radio-emisora empezó a emitir el programa. En 1935, se inauguró el puente en el Danubio entre Belgrado y Pančevo.

## La Segunda Guerra Mundial
El 25 de marzo de 1941, el gobierno de regente, Príncipe Pavle firmó el Pacto Tripartito (serbio: Trojni pakt), sumándose a las Potencias del Eje en un intento de quedarse fuera del conflicto de la Segunda Guerra Mundial. El 27 de marzo, el pueblo se manifestó en las calles con el lema "¡Mejor guerra que pacto!", y el ejército organizó el golpe de Estado, liderado por el comandante de las Fuerzas Aéreas, el general Dušan Simović, quien proclamó al rey Petar mayor de edad y capaz de reinar (tenía 17 años). Como castigo, el 6 de abril de 1941, Belgrado fue bombardeada por la Luftwaffe alemana; murieron miles de personas (según se estima, entre 5.000 y 17.500). Se quemó la Biblioteca Nacional con 300 000 manuscritos y libros de la Edad Media y más de 1300 manuscritos fechados entre los siglos XII y XVIII. Yugoslavia fue invadida y despedazada por fuerzas alemanas, italianas, húngaras y búlgaras, y las partes occidentales fueron incorporadas en el estado títere nazi del Estado Independiente de Croacia.
Durante el verano y otoño de 1941, como represalia a algunos ataques de la guerrilla, los alemanes efectuaron varias masacres de los ciudadanos de Belgrado; en particular, los miembros de la comunidad judía de Belgrado fueron la meta de fusilamientos masivos por las órdenes del general Franz Böhme, el gobernador militar de Serbia de las fuerzas de la Wehrmacht. Böhme introdujo la regla del fusilamiento de 100 serbios y judíos por cada alemán asesinado. Belgrado fue la sede del gobierno títere del general Milan Nedić durante la Segunda Guerra Mundial.
La ciudad fue bombardeada por segunda vez el 16-17 de abril de 1944 por los Aliados, en el cual murieron unas 1600 personas. Tanto este, como el bombardeo alemán en 1941, ocurrieron el día de la Semana Santa ortodoxa. No obstante, gran parte de la ciudad se quedó bajo la ocupación alemana hasta el 20 de octubre de 1944, cuando fue liberada por los partisanos yugoslavos comunistas y el Ejército Rojo. El 29 de noviembre de 1945, el mariscal Josip Broz Tito proclamó la República Federal Socialista de Yugoslavia en Belgrado. El coronel Draža Mihailović fue juzgado y ejecutado en Belgrado en 1946.
Durante la Segunda Guerra Mundial, Belgrado perdió unos 50.000 habitantes, y sufrió una gran destrucción y daños materiales incalculables.

## Después de la guerra
En el período de posguerra, Belgrado crecía rápidamente como la capital de la nueva Yugoslavia, desarrollándose como el mayor centro industrial del país. En 1958, la primera cadena de televisión estatal empezó a emitir el programa. En 1961, se celebró el Congreso de los países no-alineados, con el mariscal Tito como presidente del Congreso.
En 1968, tuvieron lugar las grandes manifestaciones estudiantiles contra Tito, que resultaron en varios choques violentos de los estudiantes y la policía.
En 1972, Belgrado fue el epicentro del último gran brote de viruela en Europa, que fue controlado poniendo a la gente en cuarentena y con vacunaciones masivas

## Historia moderna
El 9 de marzo de 1991, tuvieron lugar las manifestaciones masivas contra el régimen de Slobodan Milošević bajo el liderazgo de Vuk Drašković. Dos personas murieron, 203 fueron heridas y 108 arrestadas. Según las estimaciones de varios medios de información, a las manifestaciones de ese día asistieron entre 100.000 y 150.000 personas. El régimen sacó los tanques a la calle ese día, para restaurar el orden.
Después del supuesto fraude en las elecciones locales, se celebraron manifestaciones diarias entre el noviembre de 1996 y febrero de 1997 contra el régimen de Slobodan Milošević. Estas manifestaciones dieron su fruto - Zoran Đinđić se convirtió en alcalde de Belgrado, el primer alcalde en 50 años que no pertenecía al Liga de Comunistas de Yugoslavia, o a su rama Partido Socialista de Serbia.
El 24 de marzo de 1999, una vez más, Belgrado fue bombardeada, y esta vez, por las fuerzas de OTAN. Este bombardeo formaba la parte de la Guerra de Kosovo de 1999. La ciudad sufrió importantes daños. Los objetivos, entre otros, fueron edificios de los Ministerios de Asuntos Interiores, el edificio del Ministerio de Defensa, la sede de la Radio Televisión de Serbia (donde murieron dieciséis técnicos y otros dieciocho resultaron heridos), varios hospitales, el Hotel Jugoslavija, la Torre Ušće, la Torre de televisión en Avala, y la Embajada china.
Después de las elecciones de 2000, en Belgrado tuvieron lugar las mayores manifestaciones de la historia de la Serbia moderna, con la participación de más de medio millón de personas (estimaciones de la policía:80.000, más de 1 millón, según Misha Glenny), que llevaron al derrocamiento del poder Slobodan Milošević el 5 de octubre.